# Simone Drexel
Simone Drexler (San Gallo, 13 maggio 1957) è una cantante svizzera.
Ha partecipato all'Eurovision Song Contest 1975 con la canzone Mikado classificandosi al sesto posto.